# Museo Zoológico Dámaso Antonio Larrañaga

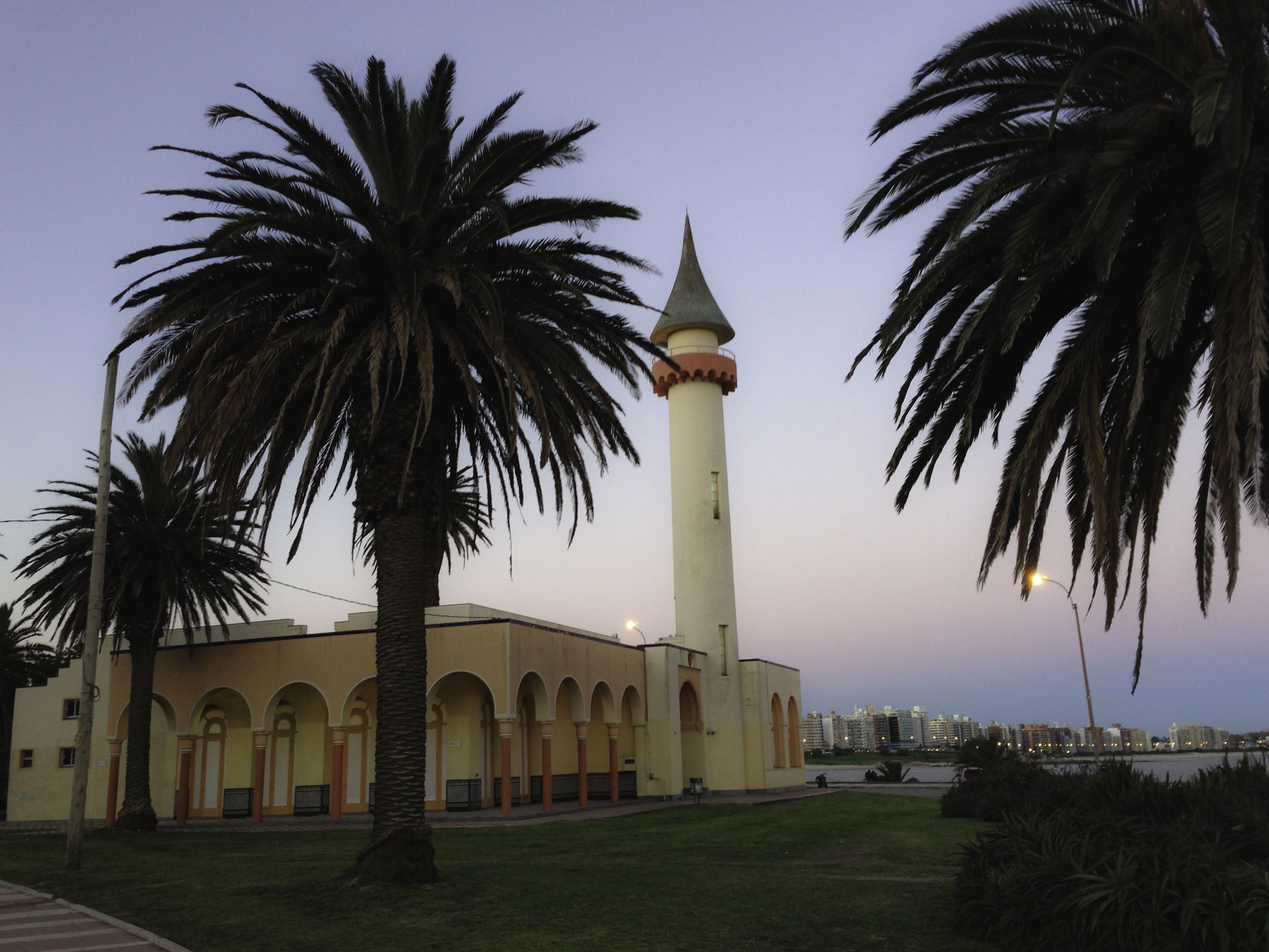
Museo Zoológico Dámaso Antonio Larrañaga

Das Museo Zoológico Dámaso Antonio Larrañaga ist ein Naturkundemuseum im Stadtteil Buceo von Montevideo, Uruguay. Es wurde 1956 eröffnet und ist nach dem Priester, Naturforscher und Botaniker Dámaso Antonio Larrañaga (1771–1848) benannt.

## Standort und Architektur
Das Museum liegt direkt am Meer und ist von der Uferstraße Rambla República de Chile umgeben. Der Platz ist als „Todeskurve“ bekannt, da sich dort in der Vergangenheit zahlreiche tödliche Unfälle ereigneten, bevor die Stadtverwaltung von Montevideo die Anlage umgestaltete. Das Gebäude wurde im arabischen Stil in U-Form mit zwei breiten Flügeln errichtet, in denen heute die Präparate von Land- und Meerestieren ausgestellt werden. Es hat einen zentralen Innenhof mit einem Brunnen und bietet einen Panoramablick auf die Meeresküste.

## Geschichte
Auf dem Gelände befand sich ursprünglich die Leichenhalle des Cementerio del Buceo, die jedoch seit der Eröffnung der Medizinischen Fakultät der Universidad de la República im Jahr 1910 nicht mehr genutzt wurde. Das heutige Museumsgebäude wurde von den Architekten Miguel A. Canale und José Mazzara entworfen und zwischen 1925 und 1930 im Auftrag eines italienischen Geschäftsmannes gebaut, der mehrere Kabaretts in der Innenstadt von Montevideo besaß. Zu dieser Zeit war Buceo noch kein städtisches Gebiet, sondern ein Badeort, der von der im Stadtviertel Ciudad Vieja lebenden Bevölkerung besucht wurde. 1934 wurde das alte Museum in eine ozeanographische Station umgewandelt, die bis 1940 bestand. Am 27. Mai 1956 wurde das neue Museum unter dem Namen «Museo Zoológico Dámaso Antonio Larrañaga» eröffnet.
Der erste Direktor des Museums war Luis Barattini von 1956 bis 1965, dann Alejandro Pesce von 1965 bis 1967, der Materialien aus Amazonien beisteuerte und der Ornithologe Juan Cuello von 1979 bis 1996.
Das Museo Zoológico Dámaso Antonio Larrañaga ist ein öffentliches Museum, das seinen Fokus auf eine soziale und pädagogische Rolle legt, in dem es Wissen aus dem Bereich der Naturwissenschaften vermittelt. Die Besucher erleben eine didaktische Tour mit Diagrammen, Bildmaterial und einer Reihe von Abgüssen von Meeressäugern, die einzigartig in Südamerika sind. Das Museum hat eine Dauerausstellung von 283 Vogelarten, 29 Reptilienarten, 49 Säugetierarten, 28 Schneckenarten und sechs Gliederfüßerarten. Ferner gibt es zahlreiche Repliken von Fischen und Amphibien aus Gips.
Neben der Ausstellung von Präparaten gibt es im Museum eine Bibliothek mit Büchern zu verschiedenen Themen wie Zoologie, Biologie, Naturgeschichte, Medizin, Veterinärmedizin, Entomologie sowie zoologischen Zeitschriften.